# Túnel del Benelux
El túnel del Benelux (en neerlandès, Beneluxtunnel) és un túnel viari de 1.300 metres de longitud que travessa el terme municipal de les ciutats de Rotterdam i Schiedam, als Països Baixos. Consisteix en un entramat de túnels que discorren per sota del riu Nieuwe Maas i que connecten Vlaardingen i Schiedam amb el barri de Hoogvliet de la mateixa Rotterdam.

## Història
La infraestructura fou encarregada per N.V. Beneluxtunnel i dissenyada pel Rijkswaterstaat ('Departament de Control de l'Aigua i d'Obres Públiques') l'abril del 1962 i s'allargà durant pràcticament 5 anys, inaugurada finalment el 5 de juny del 1967 amb la representació de la monarca neerlandesa Juliana I dels Països Baixos.
Tingué l'avantatge econòmic que combinà, en una única secció inferior a 40 metres de diàmetre, tant l'estructura per als vehicles de motor com la ferroviària del metro. El túnel del Benelux fou, fins a la fi del 1980, un eix viari de pagament que tenia un punt de peatge a l'extrem sud. Els vehicles havien de pagar un florí neerlandès i els camions un tàler (2,50 florins).
Un nou túnel, anomenat segon túnel del Benelux, fou construït a partir del 1997 i inaugurat l'any 2001 uns 60 metres a l'est de l'original i amb fins a set eixos. La infraestructura final consisteix en múltiples viaris per al trànsit viari de l'autopista A4, per a ciclistes i també per a la línia C del Metro de Rotterdam.